# Philippe Magnien
Pour les articles homonymes, voir Magnien.
Philippe Magnien, né le 18 juillet 1960 à Tonnerre (Yonne), est un coureur cycliste français

## Biographie
Ancien cycliste amateur, Philippe Magnien a couru au Stade auxerrois et au Martigues Sport Cyclisme dans les années 1980 et 1990,. Son palmarès compte notamment plusieurs courses par étapes comme le Tour du Roussillon, le Tour de Corse ou le Circuit de Saône-et-Loire, qu'il remporte à deux reprises. Il s'est également imposé sur la Flèche d'or européenne en 1983, épreuve référence dans le contre-la-montre par deux, avec Jean-François Bernard. En outre, il a connu dix sélections en équipe de France amateurs.
Après sa carrière cycliste, il exerce le métier de plombier à Tours. En 2019, il crée sa propre société à Manthelan.

## Palmarès
| - 1983 - Tour du Roussillon - Flèche d'or européenne (avec Jean-François Bernard) - 2e de la Flèche finistérienne - 1984 - Tour du Haut-Languedoc : - Classement général - 1re (contre-la-montre par équipes) et 3e étapes - 1985 - Circuit de Saône-et-Loire : - Classement général - 1re étape - 3e de la Flèche d'or européenne (avec Pascal Maniey) | - 1987 - Tour de Corse - 2e du championnat de Provence sur route - 1988 - Circuit de Saône-et-Loire - Tour de la Haute-Marne |